# 1251
Cette page concerne l'année 1251  du calendrier julien.
L'année 1251 est une année commune qui commence un dimanche.

## Événements
- 16 avril, Pâques : sous prétexte d'aller libérer Louis IX de France des bandes de paysans pillards se constituent, c'est la croisade des Pastoureaux[1].
- 1er juillet : Möngke, fils de Tolui et petit-fils de Gengis Khan, frère de Hülegü et de Kubilai Khan, est élu 4e khan suprême des Mongols[2]. 
  - Kubilai Khan est nommé par son frère Möngke gouverneur du Henan, en Chine. Il restaure l’agriculture dans cette province[3].
  - Le quriltay décide de constituer, sur l’ordre de Möngke, un pouvoir central unitaire sur le Khorasan, l’Irak et les régions limitrophes de l’Ouest de la Géorgie. Le jeune frère du nouveau grand khan, Hülegü, est nommé à la tête de cet empire, qu’il rejoint à marche lente en 1256. Le gouverneur du Khorasan Arghun agha est chargé de réformer le système fiscal.
- 17 juillet[4] : le pape Innocent IV proclame la Lituanie « Domaine de Saint Pierre » et charge l’évêque de Kulm de couronner Mindaugas roi de Lituanie (fin en 1263).
- Octobre : Conrad IV passe en Italie pour tenter de s'imposer dans le royaume de Sicile, en proie aux luttes entre Guelfes et Gibelins[5]. Arrivé en décembre à Siponte dans les Pouilles, il trouve le pays soumis par son frère Manfred, à l'exception de Capoue et de Naples[6].

- Début du règne de Jatavarman Sundara (en), roi Pândya en Inde du Sud (jusqu'en 1268)[7].
- Construction de la Madrasa Karatay, parmi un ensemble de vingt-quatre madrasas construites à Konya en Anatolie (1251-1252)[8].